# Passage des Marais
Le passage des Marais est une voie du 10e arrondissement de Paris.

## Situation et accès
Le passage des Marais est une voie orientée quasiment nord-sud, relativement étroite, avec une partie sud plus resserrée ; elle est rectiligne et mesure environ 130 mètres de long. Son bâti est relativement hétérogène avec des immeubles et des maisons de ville, possédant ou pas cours et jardins.

## Origine du nom

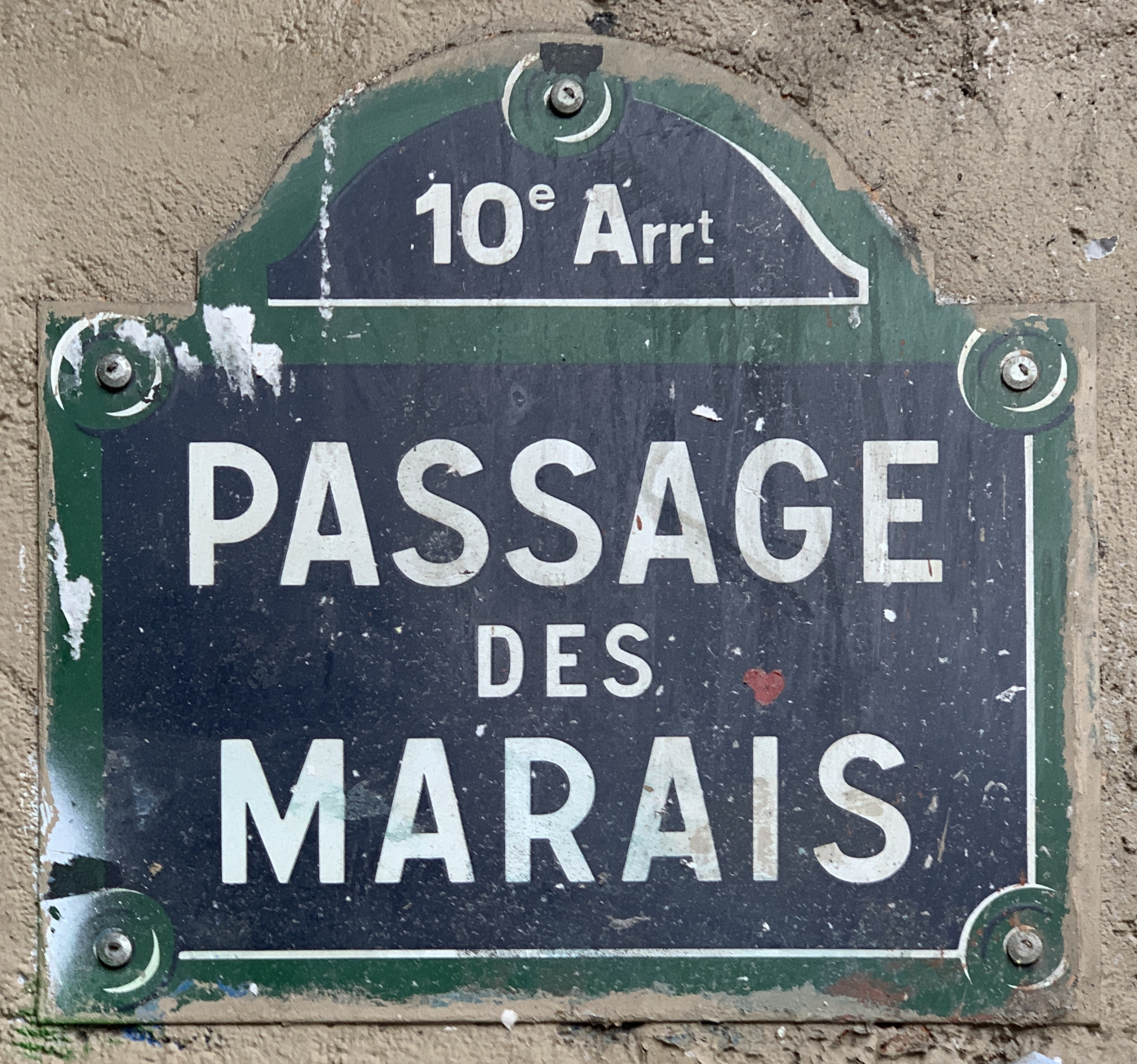
Plaque du passage.

Il doit son nom au voisinage de l'ancienne rue des Marais, devenue aujourd'hui la rue Albert-Thomas, et de la rue de Nancy, ouverte sur des marais ou jardins de culture.

## Historique
Cette voie était dénommée « impasse des Marais » avant prendre, en 1939, le nom de « passage des Marais ».

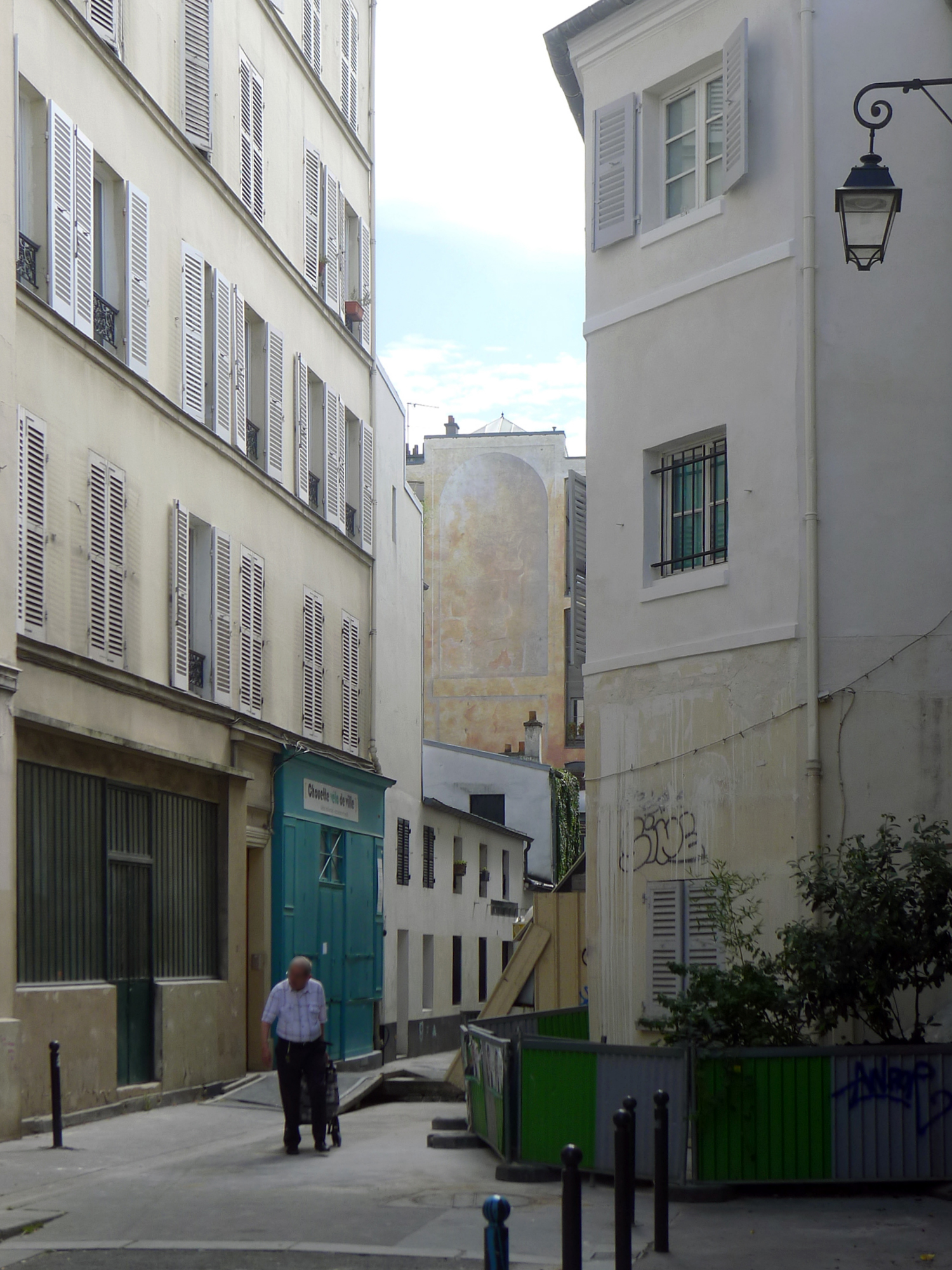
Resserrement de la voie vers sa partie sud.
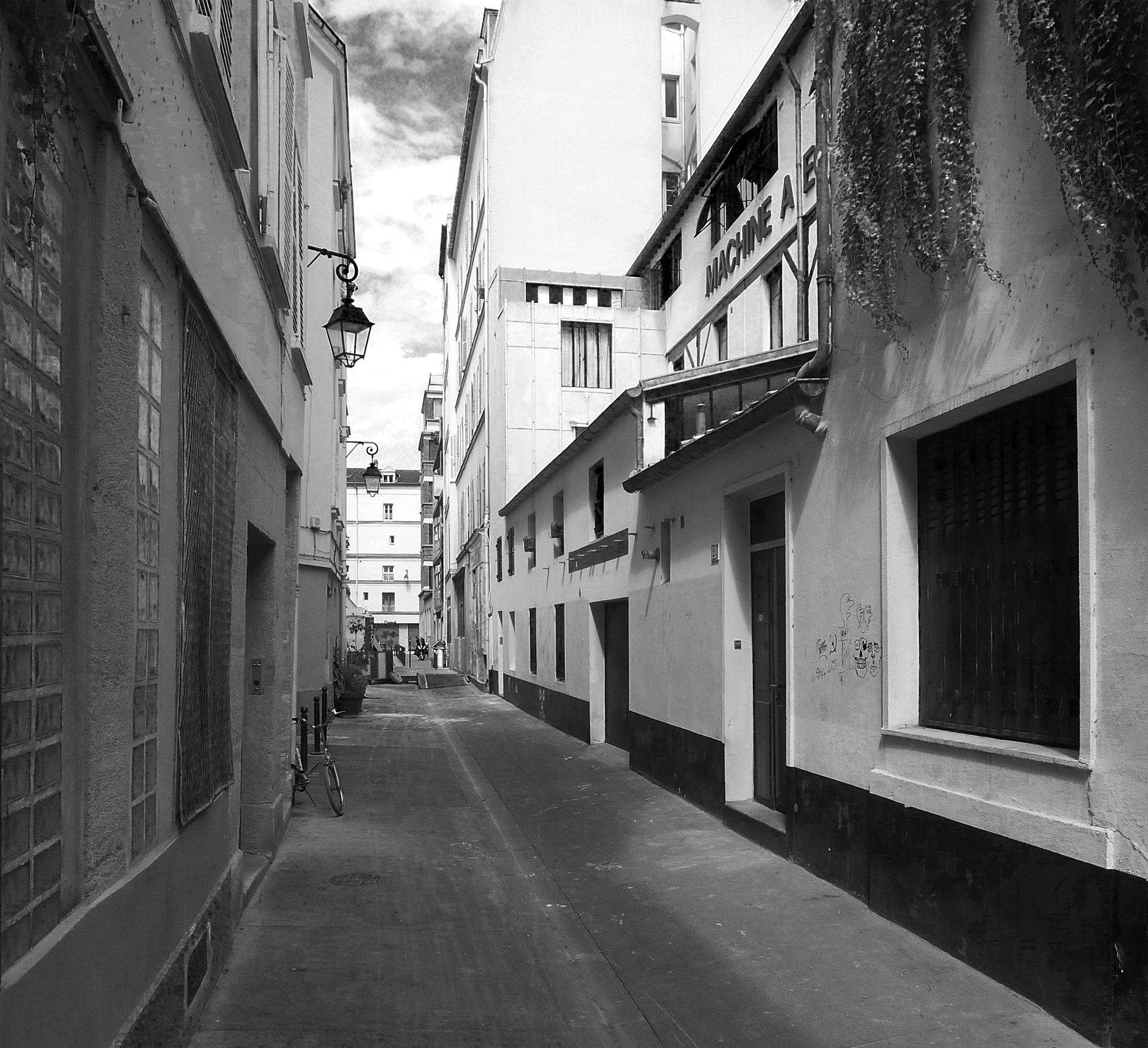
Vue de la voie en direction du nord.
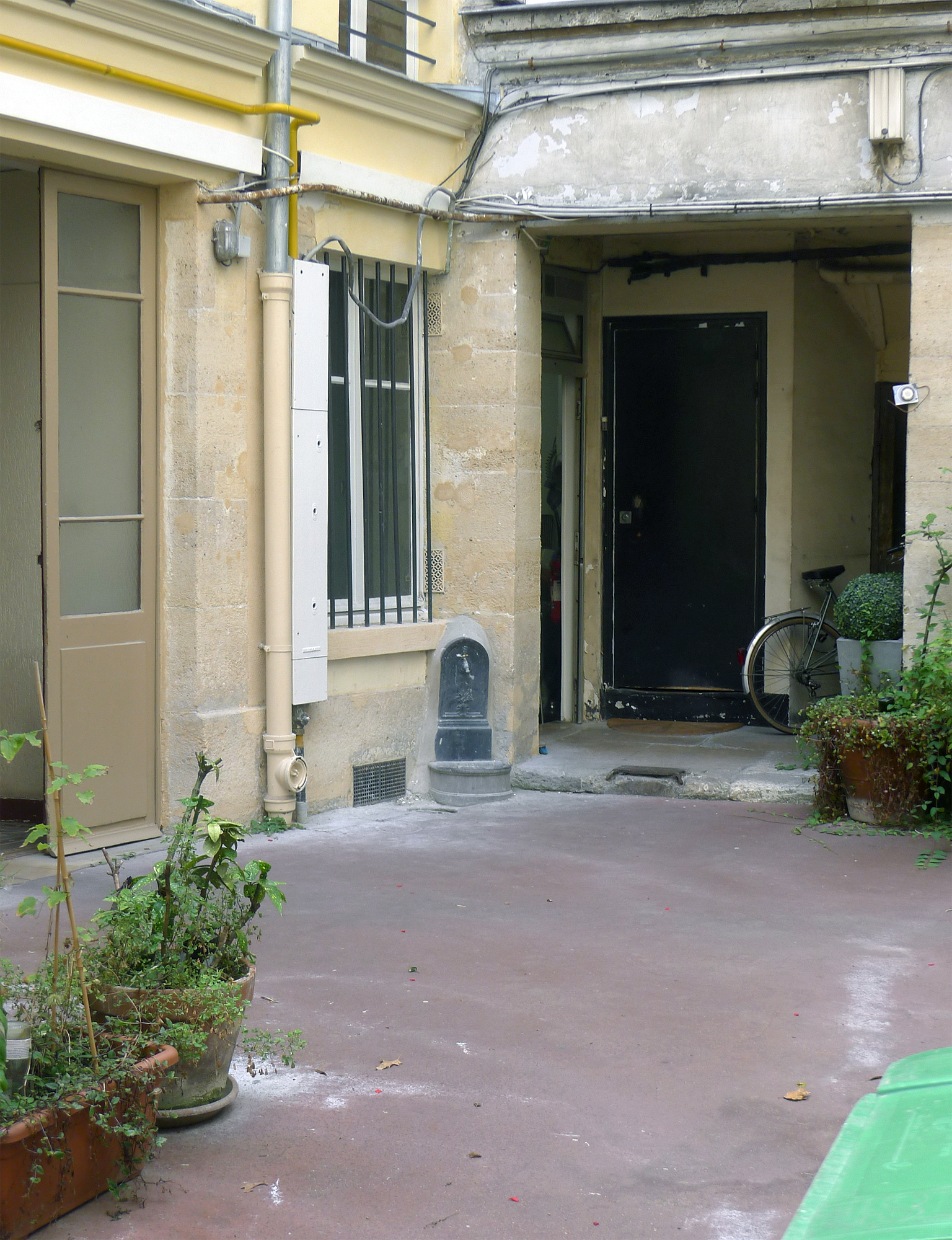
Cour.
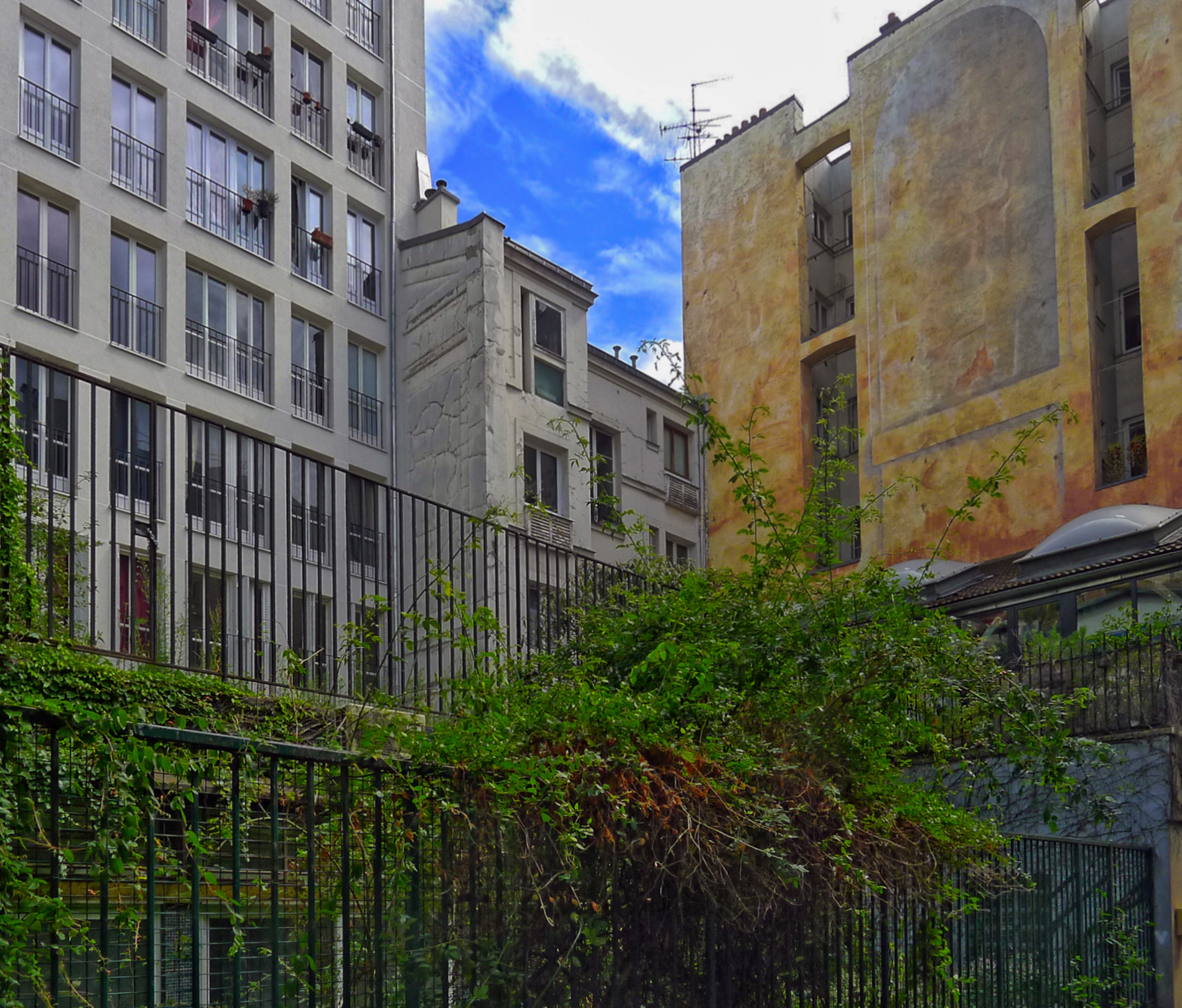
Jardin.